# Flaminius lesnei
Flaminius lesnei es una especie de coleóptero de la familia Passalidae.

## Distribución geográfica
Habita en Madagascar.